# آندریا سیکیتانو
آندریا سیکیتانو (انگلیسی: Andrea Scicchitano؛ زادهٔ ۲۶ آوریل ۱۹۹۲) بازیکن فوتبال اهل ایتالیا است.
از باشگاه‌هایی که در آن بازی کرده‌است می‌توان به باشگاه فوتبال آسکولی، باشگاه فوتبال پارما، باشگاه فوتبال آ.اس. رم، باشگاه فوتبال روبور سیه‌نا، و باشگاه فوتبال پیزا اشاره کرد.